# František Maloch
František Maloch (24. dubna 1862 Horní Sloupnice – 13. ledna 1940 Plzeň) byl český botanik a učitel.

## Život
Maloch se narodil do rodiny veterináře. Po ukončení vyšší reálky vystudoval učitelský ústav v Kutné Hoře a začal učit na obecné škole v České Třebové, kde působil od roku 1887–1893. Později učil v Třemošné, na školách v Plzni, po 1. světové válce učil až do roku 1925 na Slovensku (učitelský ústav v Levicích, Štubnianské Teplice), později se vrátil do Plzně, kde také během další války zemřel.
Byl zapáleným botanikem – prováděl sběr rostlin, určoval je a byl autorem rozsáhlých herbářů. Od roku 1896 až do odchodu na Slovensko pracoval ve volném čase na rozsáhlém výzkumu flóry Plzeňska, které zahrnovalo území od Černošína na západě po Brdy na východě, od Vladaře na severu po Švihov na jihu. Kromě našich cévnatých rostlin byl odborníkem i na cizí rostliny, na houby, lišejníky a řasy. Objevil a popsal řadu nových forem rostlin. Podrobně zpracoval řadu území, která jsou dnes chráněná – např. Zábělá, Háj, Kamenný rybník.

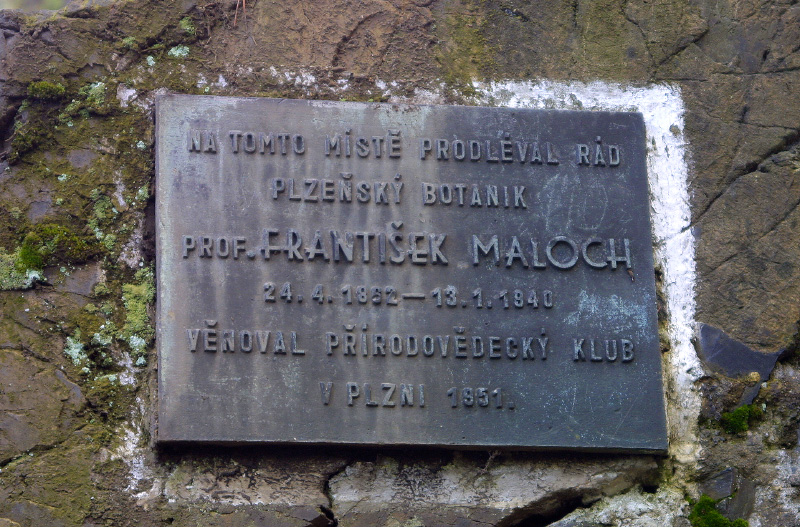
Pamětní deska

Herbáře Františka Malocha, obsahující celkově přes 25 tisíc položek, jsou dnes cenným majetkem univerzit (např. Masarykova univerzita v Brně vlastní 14 000 archů) a muzeí (Národní muzeum v Praze, Západočeské muzeum v Plzni, Městské muzeum v České Třebové, Východočeské muzeum v Pardubicích).
Františku Malochovi byla roku 1951 odhalena pamětní deska na skalce nad Berounkou, kterou rád navštěvoval a která se později stala přírodní památkou Malochova skalka. Na jeho počest byl v roce 2003 otevřena naučná stezka Po stopách Františka Malocha.

## Dílo
- Floristische Notizen (1910)
- Beiträge zur Flora von Pilsen und seiner Weiteren Umgebung (1911)
- Květena v Plzeňsku (1913)
- Květena plzeňského okresu: útvarní nástin (1926)
- Nové druhy, odrody a tvary cievnatých rastlín slovenských (1932)
- Květena klatovského okresu: útvarné a společenstevní pojednání (1933)
- Rostlinné společnosti v borech Plzeňska (1933)
- Rostlinné útvary a společenstva rakovnického okresu (1934)
- Ke kolébce zlatonosné Otavy (1934)
- Rostlinné útvary a společenstva v domažlickém okresu (1935)
- Rostlinné útvary a společnosti sušického okresu (1936)
- Rostlinné útvary a společnosti přeštického okresu (1936)
- Rostlinné útvary a společnosti kralovického okresu (1938)
- Květena v Plzeňsku. Rostlinné útvary a společnosti (1939)